# Groovy Times
Groovy Times è un singolo dei Clash, contenuto nel loro E.P. The Cost of Living. Fu pubblicato in Australia dalla Epic Records (AE7 1178) come singolo promozionale nel 1979.

## Il brano
La canzone stata originariamente registrata come Groovy Times Are Here Again durante le registrazioni per Give 'Em Enough Rope. Questo demo non è mai stato pubblicato su uno dei loro album in studio, ma può essere trovato su molti bootleg del gruppo. Non è mai stata eseguita dal vivo.
Il testo del brano si concentra sui temi del degrado urbano, dei disordini civili, l'alienazione, la monotonia e l'oppressione. Secondo l'autore, Joe Strummer, l'ispirazione per il testo venne fuori dal suo disgusto per la costruzione di recinzioni nei belvedere calcistici britannici, costruiti per tenere a bada i tifosi in risposta al teppismo negli stadi.
La musica fu prevalentemente scritta da Mick Jones e presenta parti eseguite con l'armonica a bocca suonate da lui stesso ma accreditate a "Bob Jones",  pseudonimo che sembra riferirsi al cantautore americano Bob Dylan.
Groovy Times fu poi ripubblicato in CD su: Clash on Broadway, Singles Box, The Singles, Super Black Market Clash, The Essential Clash.

## Tracce
- Lato A

1. Groovy Times (Strummer/Jones)

- Lato B

1. Gates of the West (Strummer/Jones)

## Classifiche
| Classifica             | Posizione |
| ---------------------- | --------- |
| Official Singles Chart | 107       |

## Formazione
The Clash
- Joe Strummer — voce, chitarra ritmica
- Mick Jones — chitarre, voce, armonica a bocca
- Paul Simonon — basso
- Topper Headon — batteria, percussioni

Crediti
- Bill Price & The Clash — produttore